# Robert Falco
Robert Falco (Parigi, 26 febbraio 1882 – Parigi, 14 gennaio 1960) è stato un magistrato francese, giudice al processo di Norimberga.

## Biografia

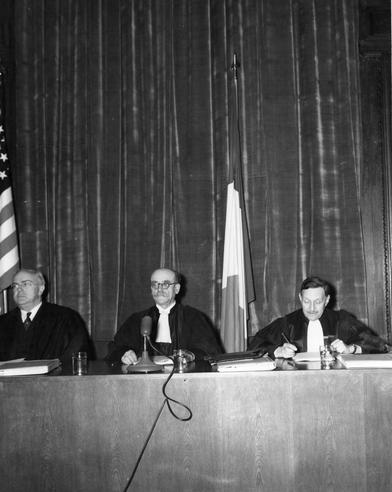
Giudici al processo di Norimberga: John J. Parker (USA), Henri Donnedieu de Vabres e Robert Falco (Francia)

Nato a Parigi da una famiglia ebraica, dopo la laurea esercitò dal 1903 la professione di avvocato, conseguendo un dottorato di ricerca nel 1907. Divenuto magistrato fu infine assegnato alla Corte d'appello della capitale francese, dalla quale fu allontanato nel 1940, dopo l'occupazione tedesca, a causa delle sue origini.

### Ruolo a Norimberga
Nel giugno 1945 partecipò alla fase di preparazione del processo di Norimberga, contribuendo alla redazione dello statuto del Tribunale militare internazionale che avrebbe giudicato i vertici della Germania nazista . Dello stesso Tribunale fu poi componente - unico membro di origine ebraica  - come sostituito di Henri Donnedieu de Vabres per conto della Francia. Gli appunti e la documentazione da lui raccolti durante l'anno a Norimberga rimasero inediti per lungo tempo, per essere infine pubblicati col titolo Juge à Nuremberg nel 2012 .
Reintegrato nella carriera giudiziaria nel 1947 fu nominato presso la Corte di cassazione francese.